# Dance like We’re Making Love
«Dance like We’re Making Love» — песня американской певицы Сиары, вышедшая 13 июня 2015 года в качестве 2-го сингла с шестого студийного альбома Jackie (2015).

## История
28 апреля 2015 года Сиара подтвердила, что «Dance Like We’re Making Love» станет вторым синглом с нового альбома и что это одна из самых её любимых песен.
Сингл получил положительные отзывы музыкальной критики и интернет-изданий: Andy Kellman из AllMusic («одна из лучших песен альбома»), Natalie Wiener из Billboard, Caitlin White из Stereogum («она вернулась в образ сексуальной богини»), James Grebey из Spin, Ariana Bacle из Entertainment Weekly, Bianca Gracie из Idolator («все это напоминает молодую Джанет Джексон»), Christina Lee, Anupa Mistry из Pitchfork, John Kennedy из BET Dan Weiss из Spin, Dee Lockett из Vulture Josiah Hughes из Exclaim! Maggie Malach из Pop Crush, Michael Arceneaux из Complex.

## Музыкальное видео
Музыкальное видео в июне 2015 года снял режиссёр Dave Meyers. Хореографию поставил Aakomon Jones и он же партнёр Сиары по танцу в клипе. Видео получило одобрение критиков: Stutz из Billboard, Bruna Nessif из E! Online ("Сиара еще раз доказала, что она является лучшей в музыкальном видео. «Она предлагает приятное сочетание знойной сексуальной привлекательности, выставляя напоказ своё тело в нарядах, которые подчеркивают ее завидную фигуру, а также выполняют впечатляющую хореографию. Конечно, её танцы всегда были одним из её самых ярких моментов, но мы никогда к этому не привыкнем»), Rap-Up, Boardman из US Weekly, Dee Lockett из Vulture ("это видео может быть самым сексуальным её клипом, которые она когда-либо делала, и даже включая в себя прошлые её работы «Ride» и «Body Party».

## Чарты
| Чарт (2015)                           | Высшая позиция |
| ------------------------------------- | -------------- |
| Канада (Billboard Canadian Hot 100)   | 83             |
| Франция (SNEP)                        | 199            |
| США (Billboard Hot 100)               | 100            |
| США (Billboard Hot R&B/Hip-Hop Songs) | 28             |